# Stenum Kirke
Stenum Kirke ligger i Stenum ca. 7 km NV for Brønderslev (Region Nordjylland, tidligere Nordjyllands Amt, og indtil Kommunalreformen i 1970 i Børglum Herred i Hjørring Amt).
Kor og kirkeskib er opført i romansk tid af granitkvadre over delvist skråkantsokkel delvist profileret sokkel. Koret er muligvis blevet forlænget mod øst i gotisk tid. Den retkantede syddør kan spores i murværket, norddøren er stadig i brug. Skibet er blevet forlænget mod vest med en tårnunderdel i sengotisk tid, tårnet blev nedbrudt i 1762. Våbenhuset er opført i sengotisk tid. Ved vestenden er nu ophængt en klokke i en klokkestabel under et halvtag.
Skibet har fladt bjælkeloft, koret har krydshvælv. Den runde korbue er bevaret med hulkantede kragsten. Alterbordet er opbygget af granitkvadre med skråkantprofil under pladen. Prædikestolen fra 1622 er af karnaptypen med hjørnesøjler og felter med evangelisterne.
Altertavlen er et maleri fra 1963 af Svend Engelund, Den barmhjertige samaritaner. Engelund har delt lærredet i en mørk og en lys del efter Det gyldne snits proportioner, Samaritaneren står i den lodrette skillelinje mellem lys og mørke, den syge ligger på den vandrette skillelinje mellem lys og mørke, fra højre kommer en præst, med hånden afviser han at ville hjælpe den syge, til højre går købmanden ud af billedet, heller ikke han vil hjælpe den syge.
Den romanske døbefont af granit har glat kumme og keglestubformet fod.

## Eksterne kilder og henvisninger
- Wikimedia Commons har flere filer relateret til Stenum Kirke
- Stenum Kirke Arkiveret 31. januar 2011 hos  Wayback Machine hos nordenskirker.dk
- Stenum Kirke hos KortTilKirken.dk